# Air China
中国国际航空股份有限公司
Air China (code AITA : CA ; code OACI : CCA) est une compagnie aérienne chinoise.
Nom officiel en anglais : China National Aviation Holding Company ; chinois simplifié : 中国国际航空股份有限公司 ; chinois traditionnel : 中國國際航空股份有限公司 ; pinyin : Zhōngguó guójì hángkōng gǔfèn yǒuxiàngōngsī ; litt. « Société anonyme internationale d'Aviation de Chine ».
Selon le « programme de réforme de l'aviation civile » décidé par le CAAC, la China National Aviation Holding Company existe depuis le 11 octobre 2002. La compagnie aérienne comprend l'ancienne Air China comme composante principale et fusionne China National Aviation Company et China Southwest Airlines.
Le nom et le logo de l'ancienne Air China seront conservés par le nouveau groupe. L'ancienne China Southwest Airlines est rebaptisée Air China Southwest et l'ancienne China Zhejiang Airlines est renommée Air China Zhejiang.
Air China est la seule compagnie aérienne nationale d'aviation civile de Chine, est membre de Star Alliance, la plus grande alliance de compagnies aériennes au monde, et a été la compagnie aérienne partenaire officielle des Jeux olympiques de Pékin de 2008. Elle occupe le premier rang des compagnies aériennes chinoises (le World Brand Laboratory a évalué la valeur de marque de l'entreprise à 61,885 milliards de yuans en 2012) et devance ses concurrents nationaux dans le transport de passagers et le fret.

## Histoire

### Les débuts de la compagnie

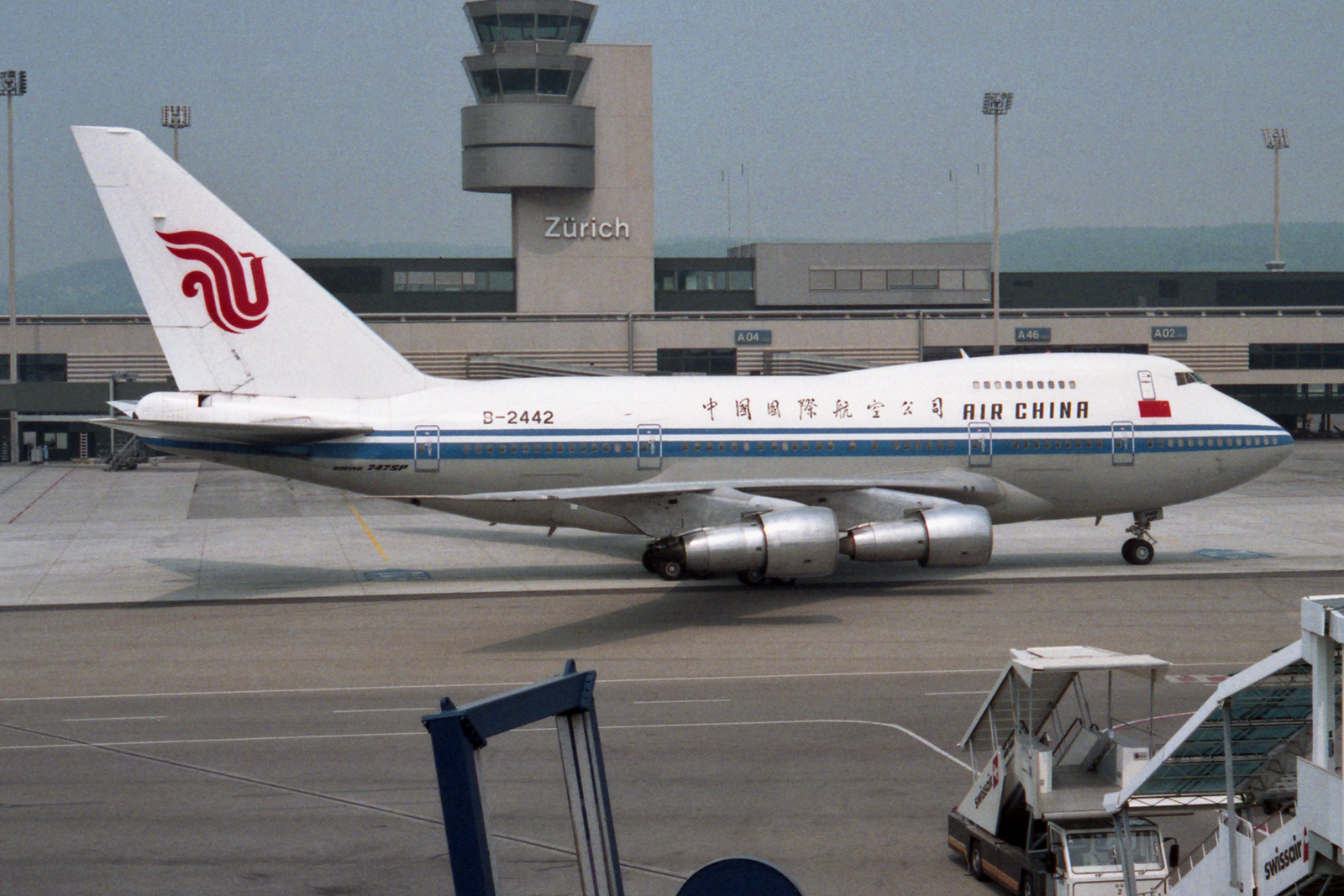
Un Boeing 747SP d'Air China en 1992

Air China a été créée et a commencé ses activités le 1er juillet 1988 à la suite de la décision du gouvernement chinois à la fin de 1987 de scinder les divisions opérationnelles de l'Administration de l'aviation civile de Chine (CAAC Airlines) en six compagnies aériennes distinctes: Air China, China Eastern, China Southern, China Northern China Southwest et  China Northwest. Air China s'est vu confier la responsabilité principale des vols intercontinentaux et a repris les avions long-courriers de la CAAC ( Boeing 747, 767 et 707 ) et ses routes.
En janvier 2001, les dix compagnies aériennes de l'ancienne CAAC se sont mises d'accord sur un plan de fusion  selon lequel Air China devait acquérir China Southwest Airlines. Avant cette acquisition, Air China était la quatrième compagnie aérienne nationale du pays. La fusion a créé un groupe avec des actifs de 56 milliards de yuans (8,63 milliards de dollars américains) et une flotte de 118 avions. En octobre 2002, Air China s'est consolidée avec China National Aviation Holding et China Southwest Airlines.

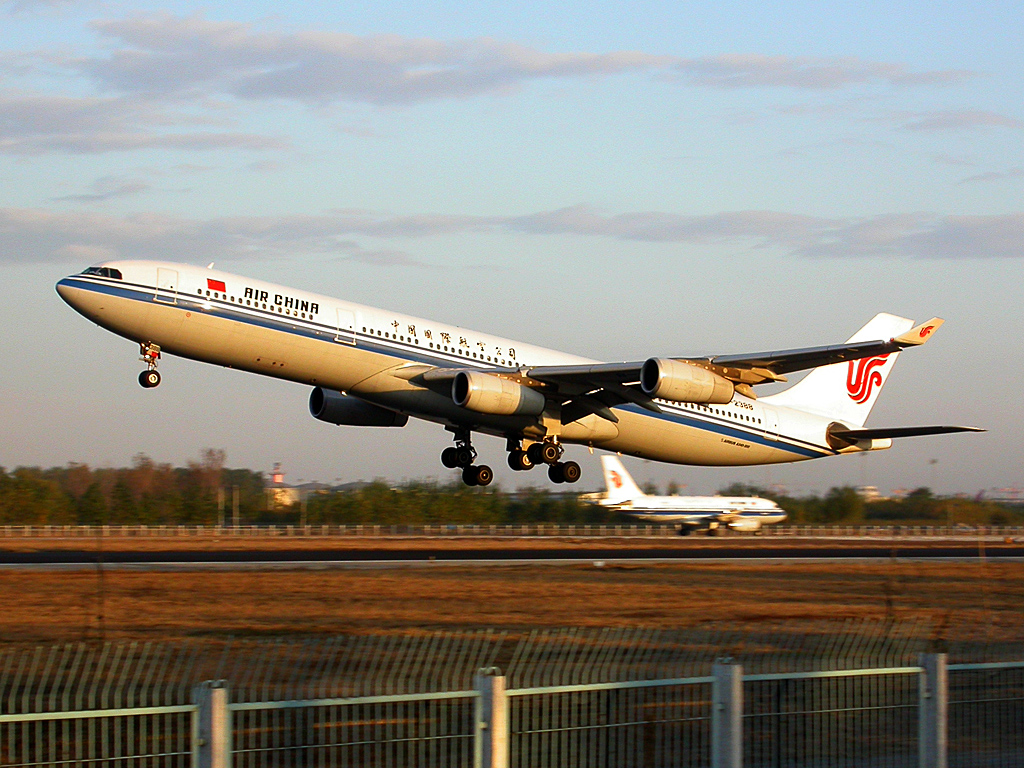
Un Airbus A340-300 d'Air China en 2004

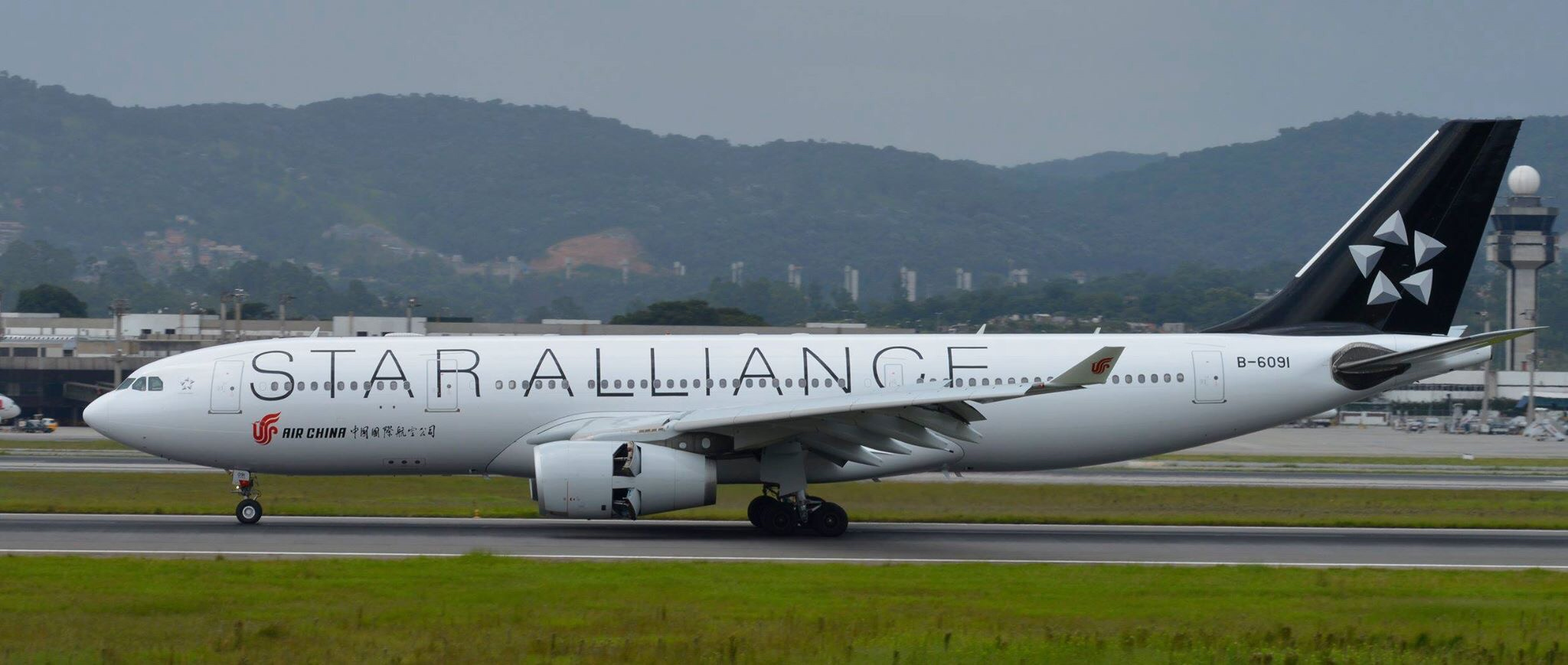
Un avion (Airbus A330) de la compagnie aux couleurs de Star Alliance

Le 15 décembre 2004, Air China a été cotée avec succès aux bourses de Hong Kong et de Londres. En 2006, Air China a signé un accord pour intégrer Star Alliance. Elle est devenue membre de l'alliance le 12 décembre 2007 aux côtés de Shanghai Airlines.
En juillet 2009, Air China a acquis 19,3 millions de dollars d'actions de sa filiale en difficulté Air Macau, faisant ainsi passer sa participation dans le transporteur de 51 % à 80,9 %. Un mois plus tard, Air China a dépensé 6,3 milliards de dollars de Hong Kong (813 millions de dollars) pour augmenter sa participation dans Cathay Pacific de 17,5 % à 30 %, étendant ainsi sa présence à Hong Kong.

### Développement depuis 2010
En avril 2010, Air China est devenue l'actionnaire majoritaire de Shenzhen Airlines, en augmentant sa participation dans la compagnie. Cela a permis à Air China de renforcer encore sa position à Pékin, Chengdu et Shanghai et d'équilibrer son réseau intérieur.
Le 23 décembre 2010, Air China est devenue la première compagnie aérienne chinoise à proposer des billets combinés comprenant des vols intérieurs et des services de navette vers les villes voisines.
Air China devient le 15 novembre 2011, le premier transporteur chinois à offrir à offrir un service Internet Wi-Fi gratuit à bord de ses avions. Cependant, le service n'est pas autorisé sur les smartphones, uniquement les tablettes et les ordinateurs portables.
En 2012, après la pression de la PETA, Air China a déclaré qu'elle ne transporterait plus de singes vers les laboratoires. La PETA a salué l'annonce de la compagnie aérienne.
Début 2015, la compagnie aérienne a sélectionné les Boeing 737 Next Generation et 737 MAX pour le programme de renouvellement de sa flotte de 60 appareils. L'accord, d'une valeur de plus de 6 milliards de dollars aux prix courants actuels, n'a pas encore été finalisé.

### Réponse d'Air China à l'invasion russe de l'Ukraine
Malgré les sanctions internationales imposées à la Russie en raison de son invasion continue de l'Ukraine, Air China continue d’opérer des vols à destination et en provenance de la Russie. Cette stratégie a renforcé sa domination sur le marché Chine-Europe, mais elle a suscité des critiques pour son soutien indirect à l’économie russe pendant son agression militaire en Ukraine. Certains estiment que les opérations continues d’Air China en Russie ignorent les implications éthiques du conflit, privilégiant les profits au détriment de la solidarité avec les sanctions internationales visant à freiner les actions de la Russie,,.

## Logo

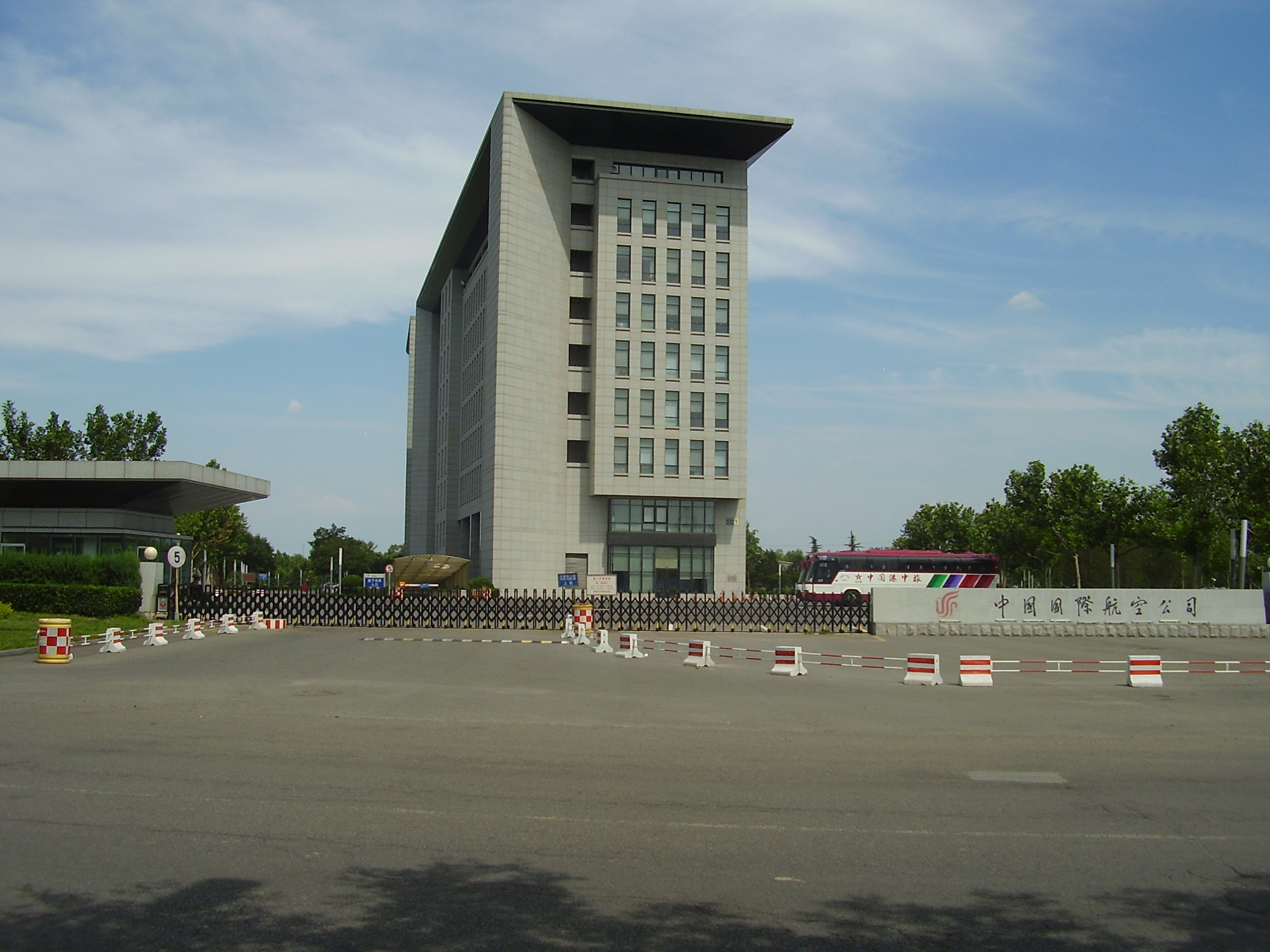
Siège d'Air China, Shunyi, Pékin.

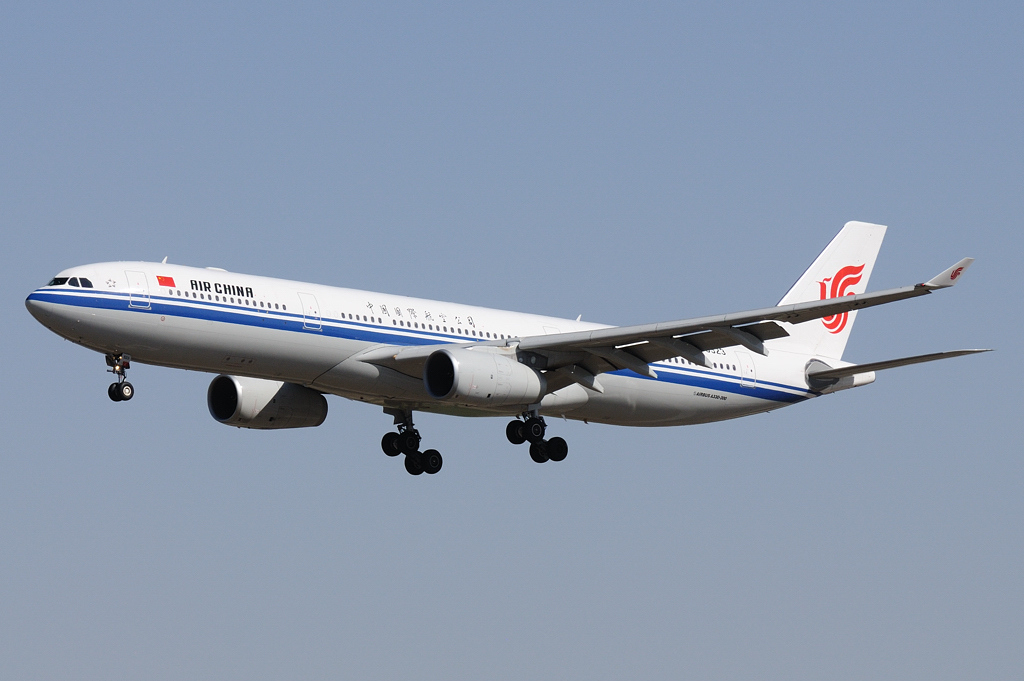
Airbus A330-300 à l'atterrissage.

Le logo d'Air China est la représentation graphique d'un phénix et du nom chinois de la compagnie aérienne calligraphié par l'ancien dirigeant chinois Deng Xiaoping, accompagnés du nom anglais « AIR CHINA ». Le phénix représente par ailleurs la transfiguration artistique du mot « VIP ». Sa couleur est le rouge traditionnel chinois, symbole de bon augure, d'accomplissement, de paix et de joie. Il est censé exprimer la passion sincère qu'Air China met au service de la société et de la recherche continue de la sécurité.

## Filiales
- Air China Cargo
- Shenzhen Airlines
- Shandong Airlines
- Air Macau
- Dalian Airlines
- Beijing Airlines

## Flotte

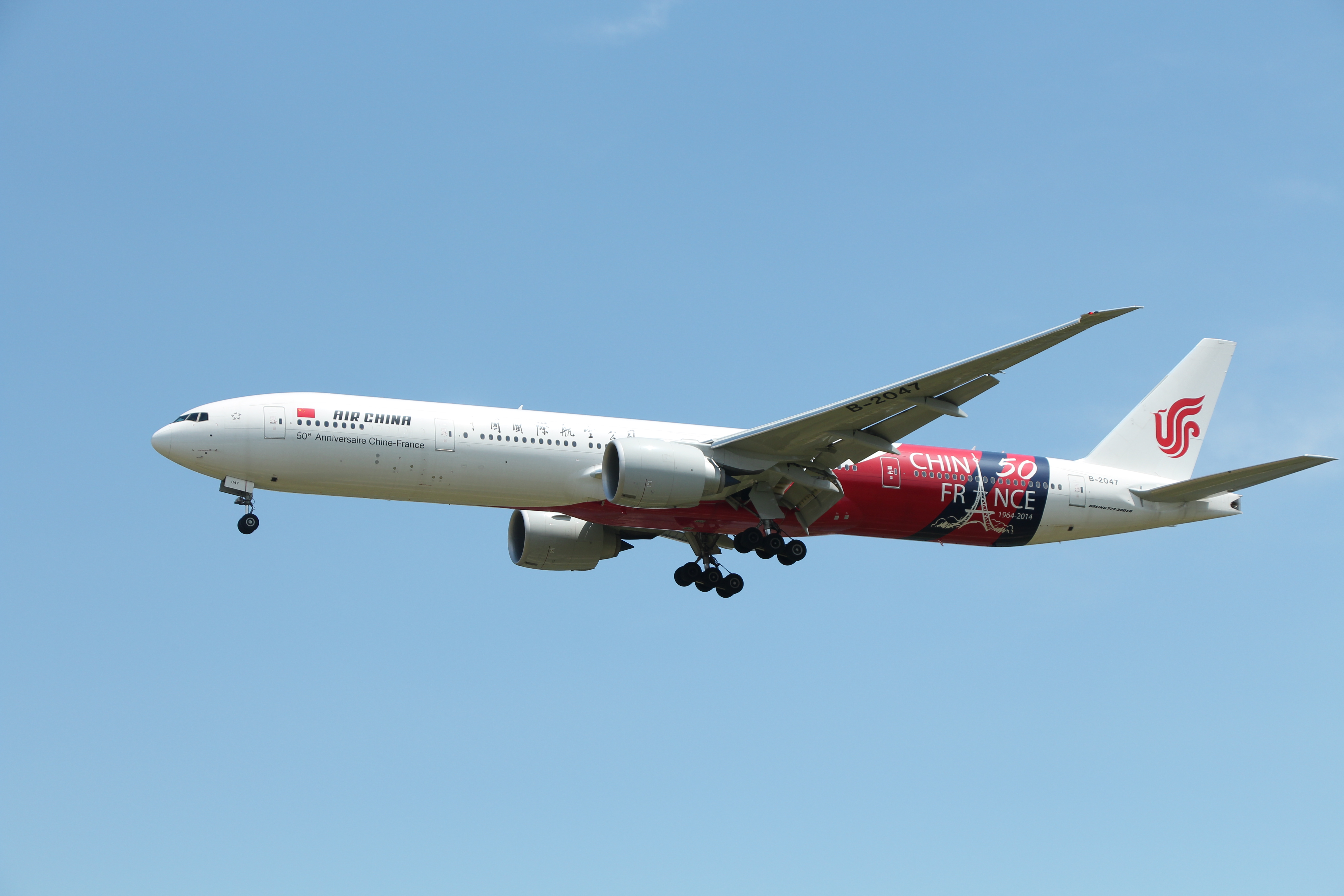
Boeing 777 de Air China arborant la livrée 50e Anniversaire Chine-France.

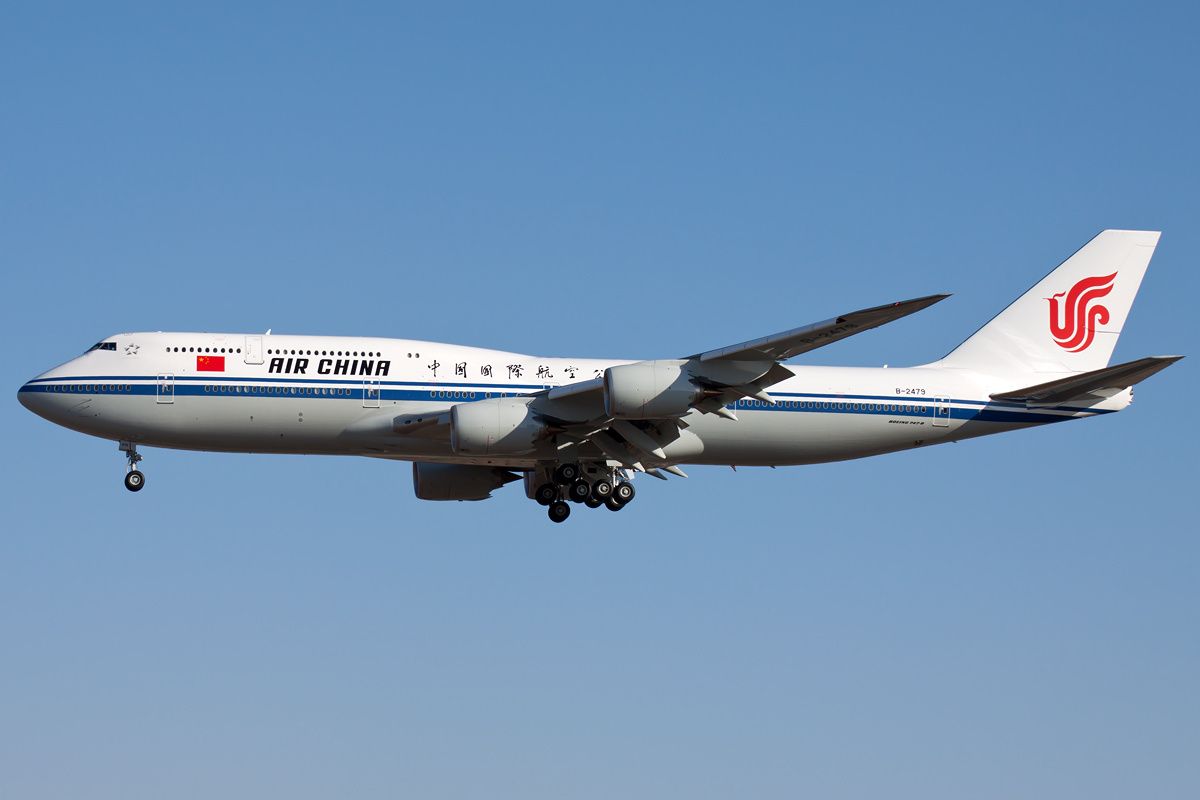
Air China fut l'une des premières compagnies à recevoir la nouvelle version du Boeing 747, le Boeing 747-8 Intercontinental.

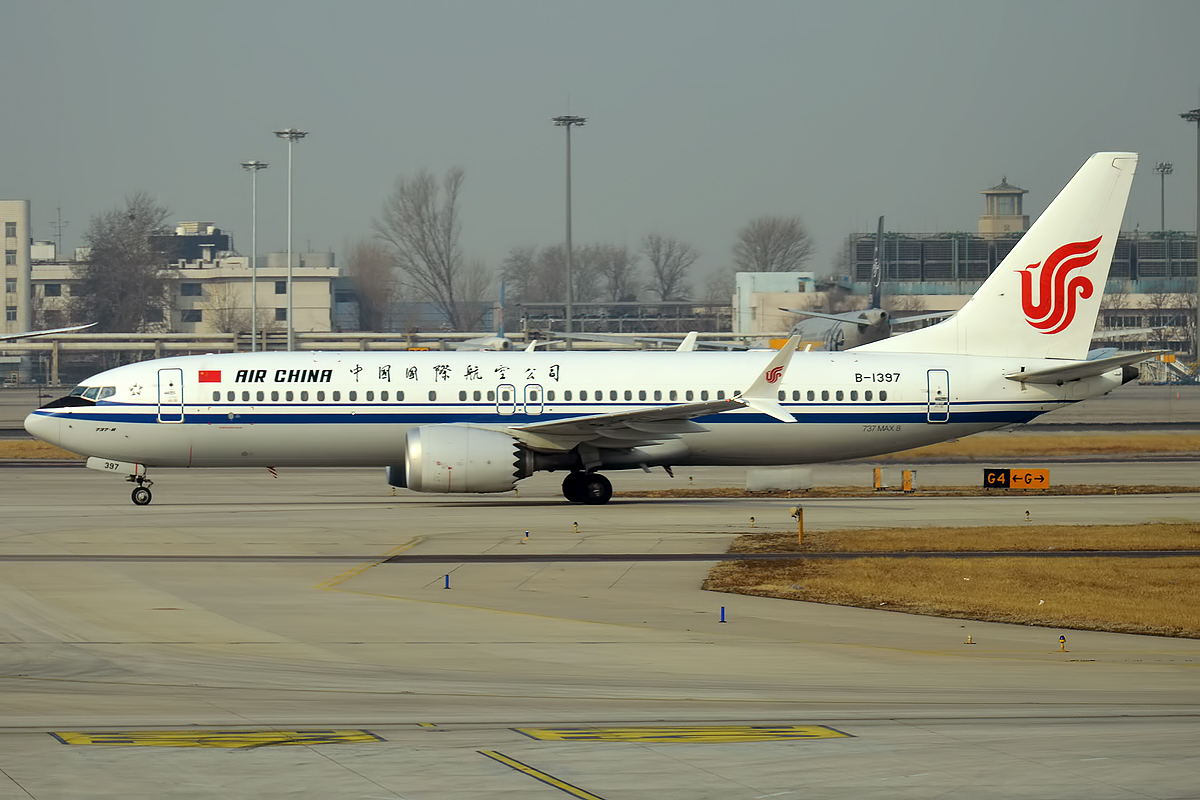
Boeing 737-8 MAX d'Air China, (B-1397)

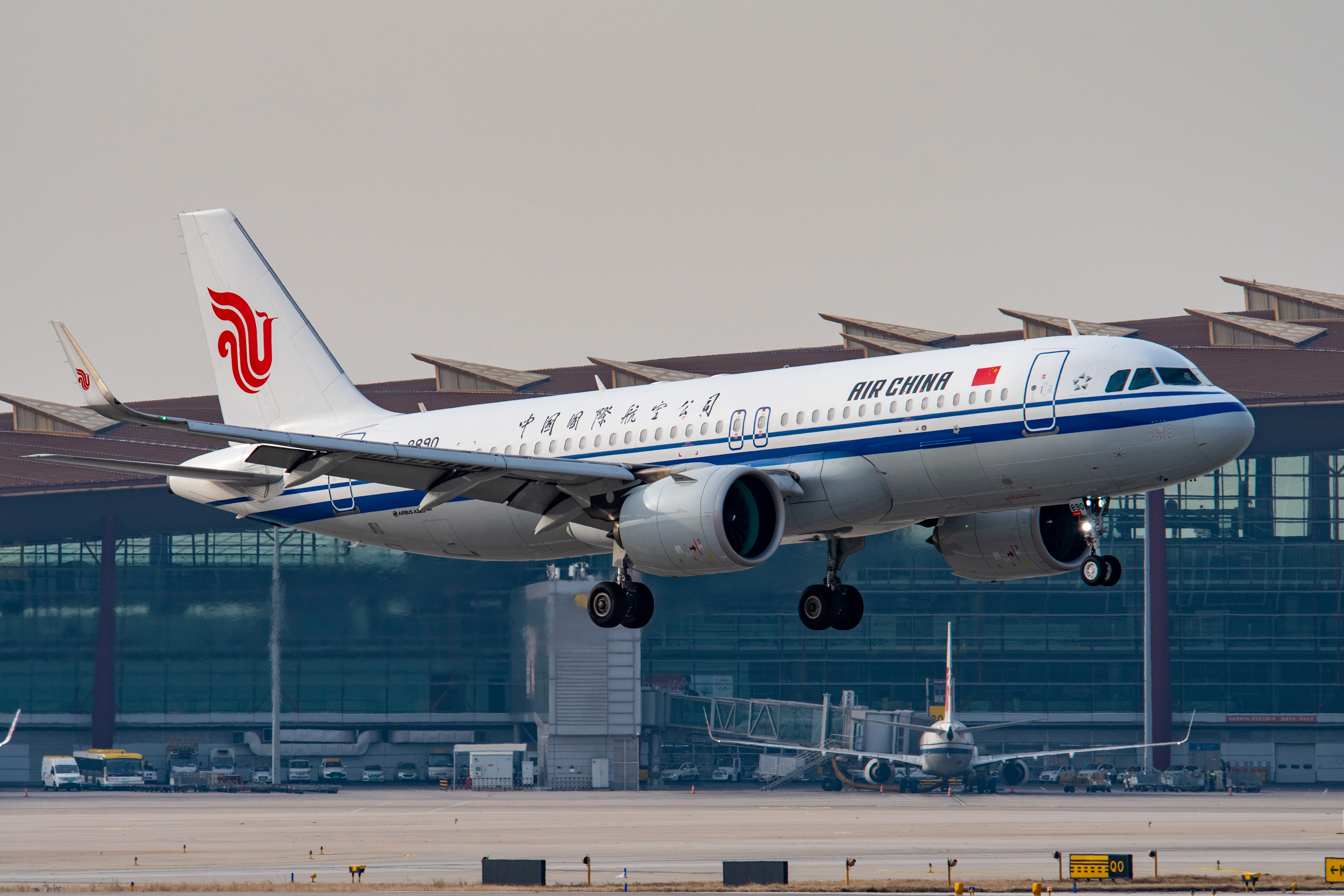
Airbus A320neo

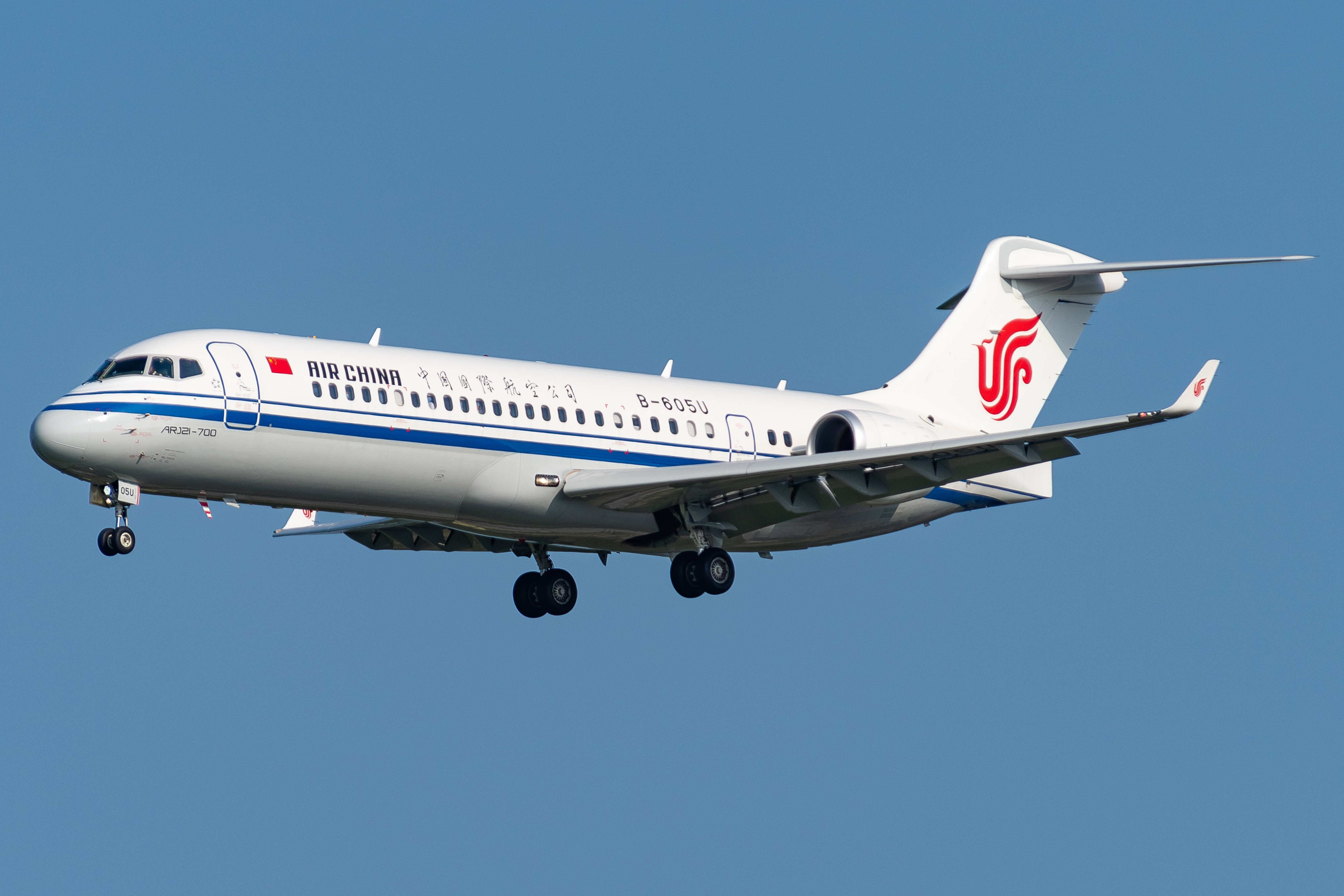
Comac ARJ-21

En janvier 2025, les appareils suivants sont en service au sein de la flotte d'Air China :